# HD 206690
HD 206690，又名CD-5013463，SAO 230822、HR 8303，是一颗恒星，视星等为6.45，位于銀經347.83，銀緯-48.1，其B1900.0坐标为赤經21h 38m 41.2s，赤緯-49° -48.1′ 33″。